# Jefferson Arce
Jefferson Arce (n.Quito, Ecuador; 29 de mayo de 2000) es un futbolista ecuatoriano. Juega de centrocampista y su equipo actual es Mushuc Runa Sporting Club de la Serie A de Ecuador.

## Trayectoria

### Liga Deportiva Universitaria
Arce se inició en Sociedad Deportiva Aucas y para el año 2016 ingresa a las inferiores de Liga Deportiva Universitaria, logró debutar en el primer equipo en 2019. En julio de 2023 rescindió su contrato con el club por mutuo acuerdo.

### Macará
El 13 de junio de 2022 fue anunciada su cesión hasta final de temporada sin opción a compra a Macará de Ambato, proveniente de Liga Deportiva Universitaria.

### Barcelona
Firmó con Barcelona Sporting Club por dos años y medio en calidad de jugador libre, fue presentado el 21 de julio de 2023.

## Selección nacional

### Categorías inferiores

#### Participaciones en Sudamericanos
| Campeonato                     | Sede | Resultado    | Partidos | Goles |
| ------------------------------ | ---- | ------------ | -------- | ----- |
| Juegos Panamericanos Lima 2019 | Perú | Primera fase | 2        | 0     |

#### Participaciones en Copas del Mundo
| Campeonato                  | Sede    | Resultado    | Partidos | Goles |
| --------------------------- | ------- | ------------ | -------- | ----- |
| Copa Mundial Sub-20 de 2019 | Polonia | Tercer lugar | 1        | 0     |

## Estadísticas

### Clubes
Actualizado al último partido disputado el 16 de agosto de 2025.
| Club                                   | Div.          | Temporada     | Liga  | Liga  | Copas nacionales | Copas nacionales | Copas internacionales | Copas internacionales | Total | Total |
| Club                                   | Div.          | Temporada     | Part. | Goles | Part.            | Goles            | Part.                 | Goles                 | Part. | Goles |
| -------------------------------------- | ------------- | ------------- | ----- | ----- | ---------------- | ---------------- | --------------------- | --------------------- | ----- | ----- |
| Liga Deportiva Universitaria · Ecuador | 1.ª           | 2019          | 1     | 0     | 1                | 0                | 0                     | 0                     | 2     | 0     |
| Liga Deportiva Universitaria · Ecuador | 1.ª           | 2020          | 1     | 0     | 0                | 0                | 0                     | 0                     | 1     | 0     |
| Liga Deportiva Universitaria · Ecuador | 1.ª           | 2021          | 10    | 1     | 0                | 0                | 1                     | 0                     | 11    | 1     |
| Liga Deportiva Universitaria · Ecuador | 1.ª           | 2022          | 12    | 3     | 1                | 0                | 7                     | 1                     | 20    | 4     |
| Macará · Ecuador                       | 1.ª           | 2022          | 12    | 3     | —                | —                | —                     | —                     | 12    | 3     |
| Macará · Ecuador                       | Total club    | Total club    | 12    | 3     | 0                | 0                | 0                     | 0                     | 12    | 3     |
| Liga Deportiva Universitaria · Ecuador | 1.ª           | 2023          | 5     | 0     | 0                | 0                | 0                     | 0                     | 5     | 0     |
| Liga Deportiva Universitaria · Ecuador | Total club    | Total club    | 29    | 4     | 2                | 0                | 8                     | 1                     | 39    | 5     |
| Barcelona S. C. · Ecuador              | 1.ª           | 2023          | 11    | 0     | 0                | 0                | 0                     | 0                     | 11    | 0     |
| Barcelona S. C. · Ecuador              | 1.ª           | 2024          | 0     | 0     | 0                | 0                | 0                     | 0                     | 0     | 0     |
| Barcelona S. C. · Ecuador              | Total club    | Total club    | 11    | 0     | 0                | 0                | 0                     | 0                     | 11    | 0     |
| Mushuc Runa S. C. · Ecuador            | 1.ª           | 2025          | 4     | 0     | 0                | 0                | 0                     | 0                     | 4     | 0     |
| Mushuc Runa S. C. · Ecuador            | Total club    | Total club    | 4     | 0     | 0                | 0                | 0                     | 0                     | 4     | 0     |
| Total carrera                          | Total carrera | Total carrera | 56    | 7     | 2                | 0                | 8                     | 1                     | 66    | 8     |
| 1. 2.                                  |               |               |       |       |                  |                  |                       |                       |       |       |

## Palmarés

### Campeonatos nacionales
| Título               | Club                         | País    | Año  |
| -------------------- | ---------------------------- | ------- | ---- |
| Copa Ecuador         | Liga Deportiva Universitaria | Ecuador | 2019 |
| Supercopa de Ecuador | Liga Deportiva Universitaria | Ecuador | 2020 |
| Supercopa de Ecuador | Liga Deportiva Universitaria | Ecuador | 2021 |